# Wald-Kahlkopf
Der Wald-Kahlkopf (Psilocybe silvatica) ist eine Pilzart aus der Familie der Träuschlingsverwandten (Strophariaceae).

## Merkmale
Die Art bildet in Hut und Stiel gegliederte Fruchtkörper, der Hut wird 0,8–2,5 cm breit, er ist stumpfkegelig bis glockenförmig geformt, häufig mit einem zugespitzten Buckel. Im feuchten Zustand ist er dunkel gelbbraun und verblasst beim Trocknen zu blass gelblichbraun oder gräulichbraun. Die Oberfläche ist glatt und von einer dünnen Gallerthaut bedeckt, die sich kaum oder gar nicht ablösen lässt. In feuchtem Zustand klebrig. Die Lamellen sind im Ansatz angewachsen bis angeheftet, sie stehen dicht bis nicht dicht zusammen und sind schmal bis mäßig breit. Sie sind matt gräulichbraun bis zimtbraun und zum Zeitpunkt der Reife rauchigbraun gefärbt, die Lamellenschneiden bleiben weißlich. Der Stiel wird 2–8 cm lang und 1–3 mm dick. Er ist überall gleich dick, nur an der Basis etwas breiter, spröde, brüchig, hohl und leicht verbogen. Unterhalb eines weißlichen, faserigen Überzugs ist er schmutzig weiß bis bräunlich gefärbt. Ein Velum partiale ist kaum entwickelt, schleierartig, sehr dünn, oft kaum zu erkennen und bald verschwunden. Das 
Sporenpulver ist dunkel purpurbraun, die Sporen werden 6–9,5 × 4,5–5,5 µm groß. Die Art besitzt viersporige Basidien, seltener sind manchmal zweisporige vorhanden. Pleurozystiden sind nicht vorhanden, Die  spindelähnlich-bauchigen bis flaschenförmigen Cheilocystiden werden 24–40 µm lang und  4,4–7(8,8) µm breit, und besitzen  einen langen, gewundenen, 1,6–2,2 µm dicken Hals.

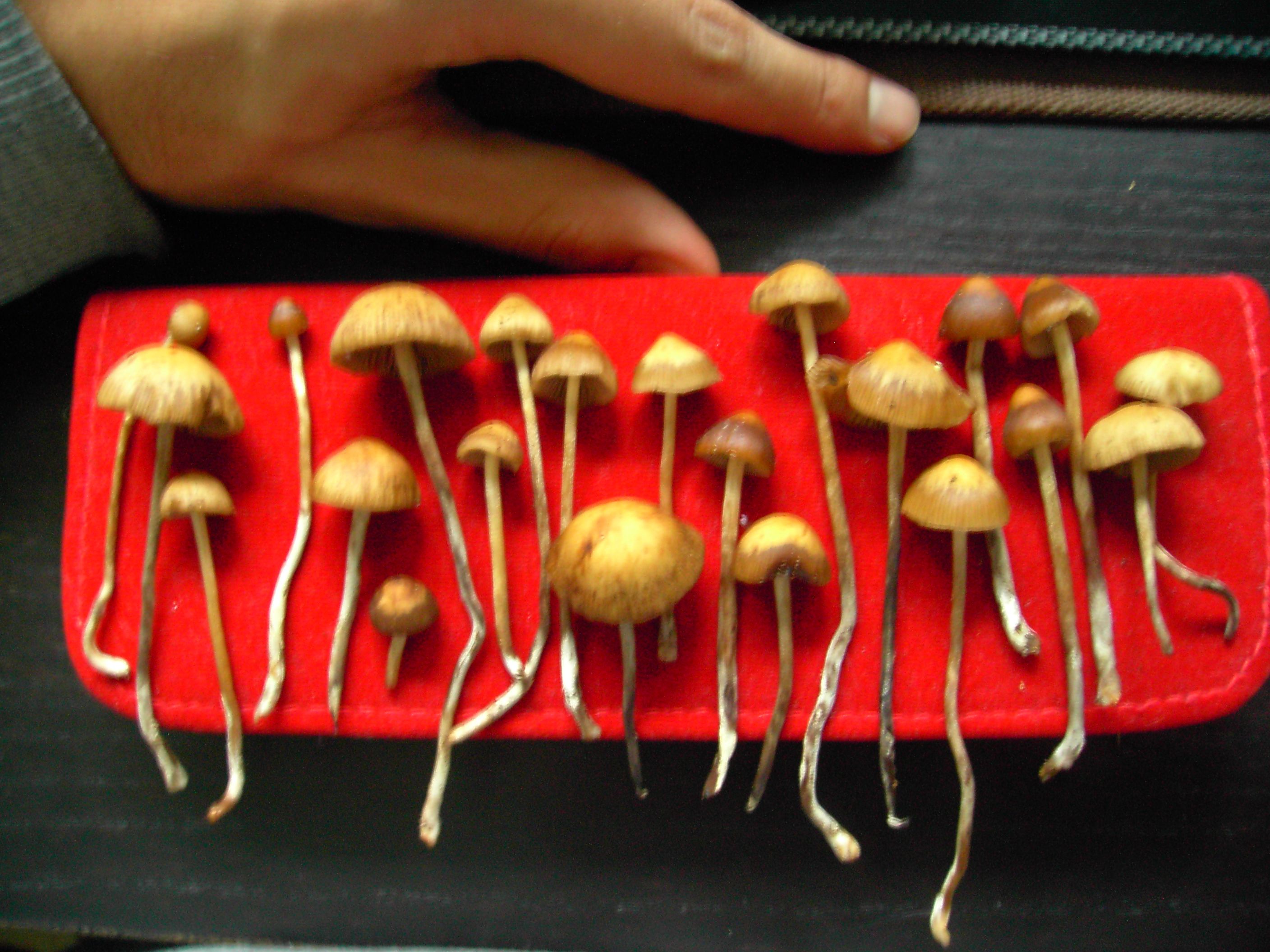

## Ökologie
Der Wald-Kahlkopf ist wie die meisten Arten der Kahlköpfe ein saprobiontischer Bewohner von zersetztem Holz. Er wächst gesellig, aber nicht häufig auf Holzresten, wie Ästchen oder Holzhäcksel oder gut zersetzten Nadelholzresten. Seine Fruchtkörper erscheinen im Herbst.

## Verbreitung
Die Art wird in Nordamerika und Europa gefunden. In Nordamerika wurden Funde aus Ontario, dem Pazifischen Nordwesten, Michigan und New York berichtet. In Europa gibt es Fundmeldungen aus Norditalien, Frankreich, Schweden und Finnland. In Deutschland liegen mehrere Nachweise aus Baden-Württemberg sowie Sachsen vor.

## Bedeutung
Diese Art enthält Psilocybin und Psilocin, sie wird als schwach bis mäßig psychoaktiv eingeschätzt und ähnelt im Erscheinungsbild und im Wirkstoffgehalt sehr Psilocybe pelliculosa.